# Мерритт, Анна Ли
Анна Ли Мерритт (англ. Anna Massey Lea Merritt, 13 сентября 1844 — 7 апреля 1930) — американская художница-портретистка.

## Биография
Родилась в Филадельфии, штат Пенсильвания, в зажиточной семье квакеров. Была старшей из шести детей.
С детства интересовалась искусством и живописью, брала уроки у частных преподавателей. Также она изучала анатомию в Женском медицинском колледже Пенсильвании.
В 1865 году вместе с семьёй переехала в Европу, где брала уроки у Стефано Усси, Леона Конье и Альфонса Легро.
В 1870 семья переехала в Лондон, спасаясь от начавшейся Франко-прусской войны. Здесь Анна встретила своего будущего мужа и учителя Генри Мерритта (1822—1877), художника, критика и реставратора. Их брак был недолгим — Генри Мерритт умер через три месяца после свадьбы. До конца жизни художница не вступала в брак и никогда не имела детей. В память о муже она издала сборник его статей, иллюстрированный её гравюрами.
До конца жизни жила в Англии, часто посещала США. Её работы выставлялись в обеих странах. Анна Ли Мерритт ушла из жизни 5 апреля 1930 года в графстве Гэмпшир.

## Творчество
Художница известна своими картинами на литературные, религиозные и мифологические темы. Основную часть её творчества занимают портреты.
Самая известная её картина «Запертая любовь» написана в память о муже. Это первая написанная женщиной картина, которую приобрела Королевская академия художеств.

## Галерея

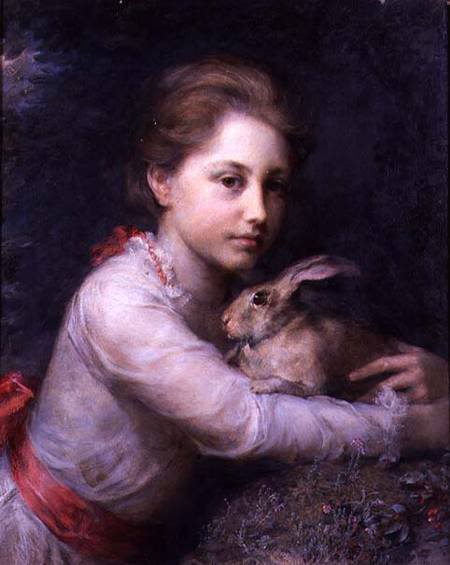
Портрет Минны Софии Фаррер с кроликом
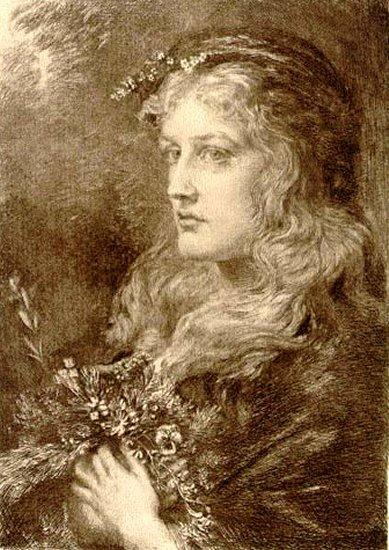
Офелия
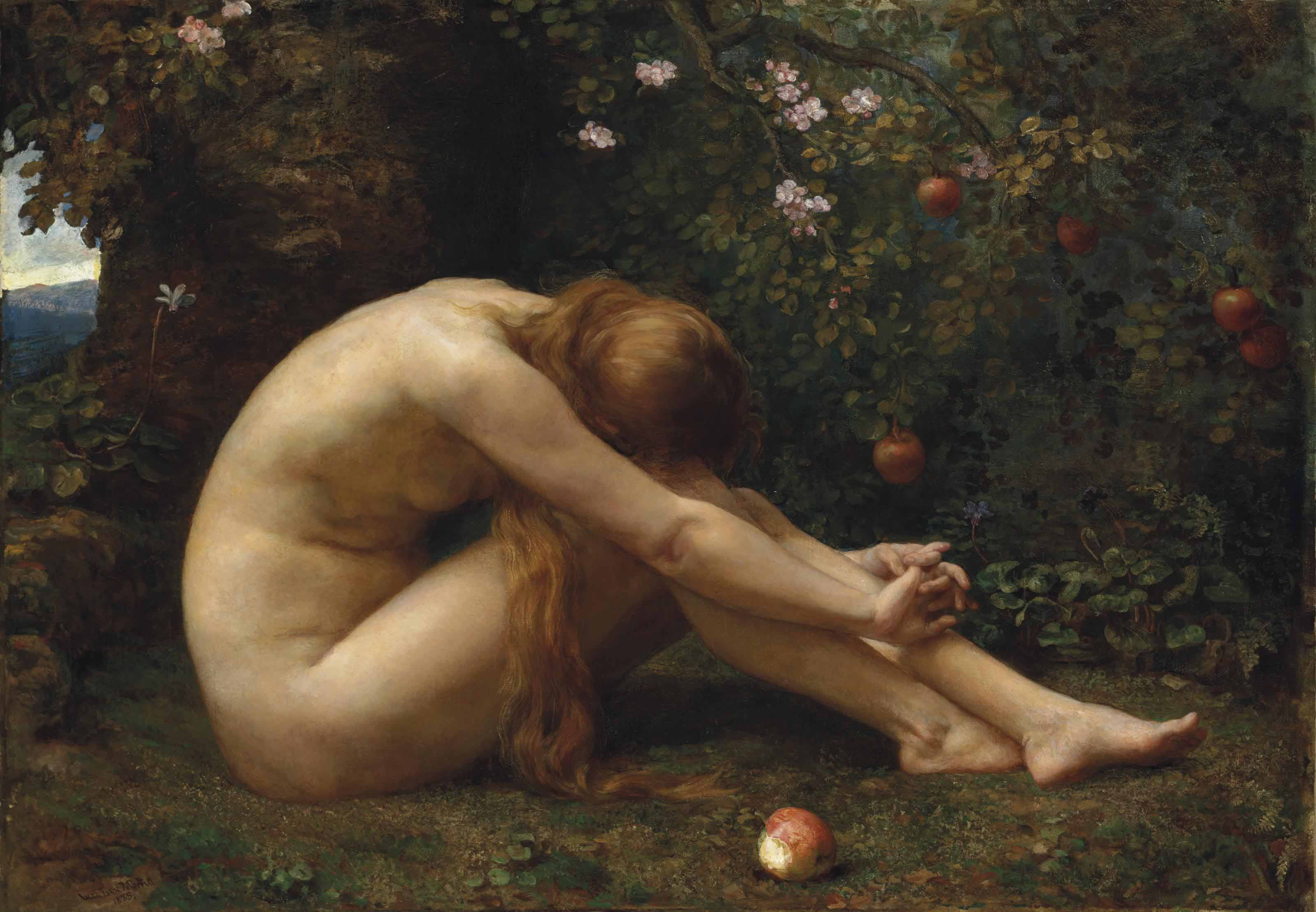
Ева
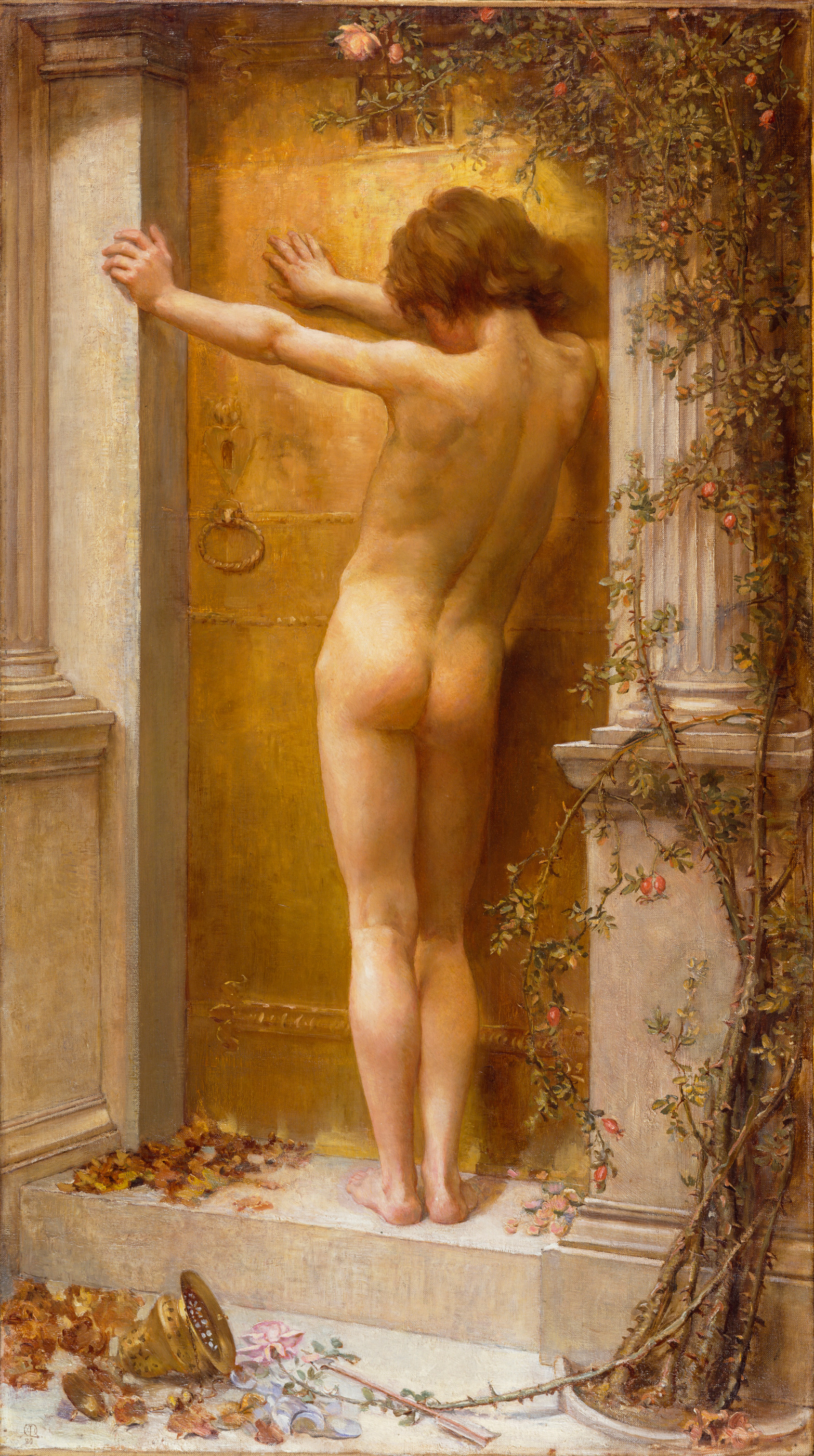
Запертая любовь
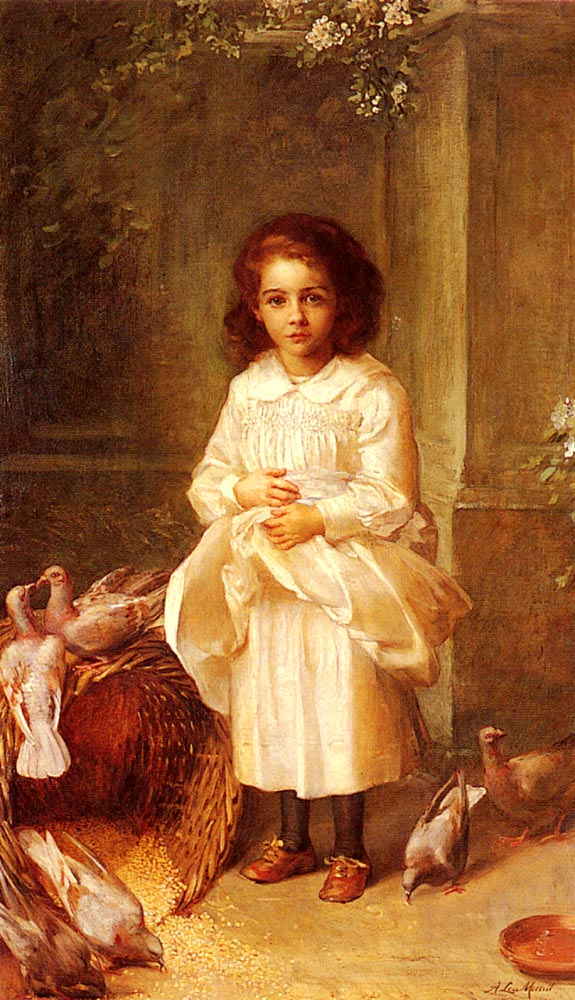
Портрет мисс Этель Д'Арси в возрасте 6 лет
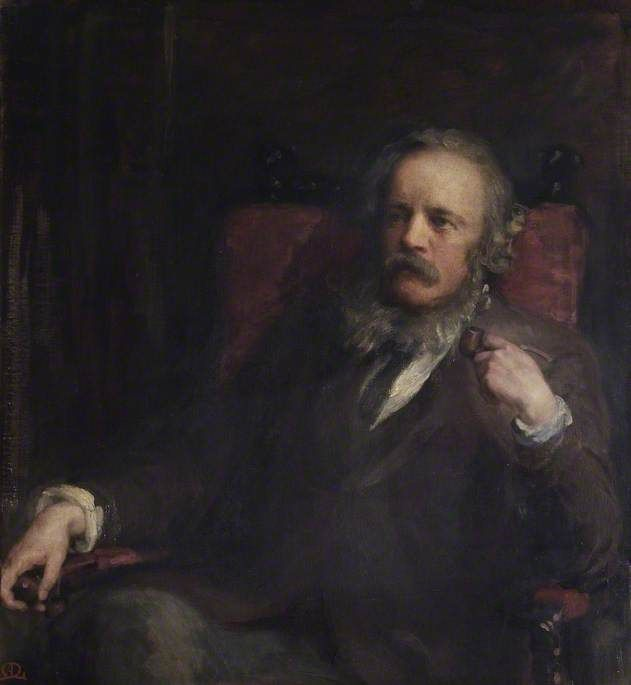
Портрет Генри Мерритта с трубкой